# Question Mark & the Mysterians
Question Mark & the Mysterians was een Amerikaans/Mexicaanse garagerockband uit Bay City en Saginaw in Michigan, aanvankelijk actief tussen 1962 en 1969. Veel van de muziek van de band bestond uit door elektrische orgels aangedreven garagerock en een raadselachtig imago geïnspireerd op de Japanse sciencefictionfilm The Mysterians uit 1957. Daarnaast werd het geluid van de band ook gekenmerkt door rauw resonerende leadzang van "?" (Question Mark, de artiestennaam van Rudy Martínez), waardoor Question Mark and the Mysterians een van de vroegste bands is wiens muziekstijl wordt beschreven als punkrock. Hun muziek en beeldtaal waren van grote invloed op latere bands.
De band tekende in 1966 bij Pa-Go-Go Records (gevestigd in San Antonio en werd gerund door Rudy 'Tee' Gonzales). De band bracht in het begin van dat jaar hun eerste en meest geprezen single 96 Tears uit, die een nummer één hit werd in de Billboard Hot 100 en de band stuwde naar een periode van 15 maanden van nationale bekendheid. Hun debuutalbum 96 Tears volgde. Hoewel Question Mark en de Mysterians hun succes niet konden evenaren met hun latere opnamen en dus als een one-hit wonder worden beschouwd, slaagden ze er vijf keer in om de singlehitlijst te bereiken.
In 1968 werd hun label Cameo-Parkway gesloten door de Securities and Exchange Commission wegens aandelenmanipulatie, waarbij ze het geld van de band en het contract met hen aannamen. Hoewel ze in 1969 uit elkaar gingen, heeft de band zich gehergroepeerd en extra materiaal uitgebracht door de jaren heen. 96 Tears stond in 2004 vermeld op nummer 210 op de Rolling Stone-lijst van The 500 Greatest Songs of All Time.

## Bezetting
- Rudy Martinez 'Question Mark' (zang)
- Robert Balderrama (gitaar)
- Frank Rodriguez (keyboard)
- Frank Lugo (bas)
- Edward Serrato (drums)

## Geschiedenis

### Formatie en96 Tears
De bandleden waren kinderen van migrerende boeren die zich in Michigan vestigden. Het oorspronkelijke trio, bestaande uit Larry Borjas (gitaar), Robert Martinez (drums) en Bobby Balderrama (leadgitaar), ontmoetten elkaar en werden gemotiveerd door surfrockbands en instrumentalisten als Link Wray en Duane Eddy om in 1962 een band te formeren. De band speelde lokaal met dezelfde bezetting tot de invloed van de Britse invasie met bands die de nadruk legden op leadzang en dynamische optredens. Rudy Martinez, ook bekend als Question Mark, stond bekend om zijn dansvaardigheid en werd voorgesteld aan de band omdat hij de broer van Robert Martinez was. Question Mark was een excentrieke figuur, die publiekelijk verklaarde dat zijn ziel van Mars afkomstig was en dat hij ooit met de dinosauriërs op aarde had gelopen. Al snel werd hij de creatieve kracht van de band en ze begonnen een mix van ruige rock-'n-roll en poprock te ontwikkelen met een repertoire dat composities omvatte die waren geschreven door The Beatles en The Rolling Stones. Om te corresponderen met de nieuwe bezetting, nam de band de naam ? en The Mysterians aan, geïnspireerd op de sciencefictionfilm The Mysterians uit 1957. Nadien werd toetsenist Frank Rodriguez gerekruteerd, die deel uitmaakte van de andere lokale band The Trespassers.
In februari 1966 deed de band auditie voor een onafhankelijk platenlabel, wat resulteerde in de demo's Are You For Real? en I'll Be Back, die pas later werden uitgebracht en pronkte om hun zeer goede geluidskwaliteit in het album More Action uit 1999. Daarna ontvingen Larry Borjas en Robert Martinez conceptaankondigingen en kozen ervoor om dienst te nemen om te voorkomen dat ze naar Vietnam werden gestuurd. De overige bandleden gingen door terwijl Rodriguez een orgelriff improviseerde en ? introduceerde, een compositie die hij al een tijdje in zijn hoofd aan het ontwikkelen was. Auditie voor een vervangende drummer leidde ertoe dat Eddie Serrato, oorspronkelijk getraind in traditionele Mexicaanse muziek, zich bij de band voegde. Op 13 maart 1966 namen Question Mark and the Mysterians 96 Tears samen met Midnight Hour op voor het kleine Pa-Go-Go-label met Fernando Aguilar, een bassist die al snel werd vervangen door Frank Lugo.
Toen het in april 1966 werd uitgebracht, was Midnight Hour oorspronkelijk de A-kant van de debuutsingle van de band, echter Question Mark promootte het record in heel Michigan en moedigde radiostations aan om in plaats daarvan 96 Tears te spelen. CKLW, een groot station in Windsor, speelde het nummer uitgebreid en genereerde zo een regionale nummer één hit. Het nummer trok de aandacht van Neil Bogart, president van Cameo-Parkway Records. Het succes van het nummer werd toegeschreven aan de riff van het Vox Continental-orgel, en zoals criticus Greg Shaw uitlegde, de eenvoud en precieze uitvoering. Bogart kocht de rechten op 96 Tears, verspreidde het op nationale schaal en promootte de band door televisieoptredens te boeken bij American Bandstand en Where the Action Is. Op 29 oktober 1966, na een gestage klim in de hitlijsten, piekte de single een week lang op nummer 1 in de Billboard Hot 100 voordat hij werd ingehaald door Last Train to Clarksville van The Monkees. De single verkocht meer dan een miljoen exemplaren en werd bekroond met een gouden schijf door de RIAA.

### Andere hitsuccessen
De volgende twee singles I Need Somebody en Can't Get Enough of You Baby van Question Mark & the Mysterians kwamen ook in de hitlijst, maar waren lang niet zo succesvol als 96 Tears. Deze werden samen met een handvol andere nummers verzameld op het album 96 Tears.
Op het tweede album Action van Question Mark & the Mysterians stond de band op het hoogtepunt van hun muzikaliteit, maar het album was geen commercieel succes. De band nam vervolgens korte opnamen op met Capitol Records, Tangerine Records en Super K. De bandbezetting veranderde toen de oorspronkelijke leden vertrokken voor andere projecten. Mel Schacher, toekomstige bassist voor Grand Funk Railroad, werd korte tijd basgitarist samen met Frank Montoya op gitaar en Jeff McDonald op drums, totdat Richard Schultz de bas overnam en samen met Question Mark verschillende nummers schreef, waaronder She Goes to Church on Sunday, dat in licentie werd gegeven aan de uitgeverij van Paul McCartney.

### De jaren 1970, 1980 en 1990
In de vroege jaren 1970 werd Question Mark & the Mysterians opnieuw geformeerd met een andere bezetting, bestaande uit twee gitaren, maar zonder keyboards. De band trok de aandacht van rockcriticus Dave Marsh, die de term punkrock bedacht in een Creem Magazine-artikel uit 1971 over Question Mark. In 1984 hield de oorspronkelijke bezetting van Question Mark & the Mysterians een reünieconcert in Dallas. De oorspronkelijke drummer Robert Martinez keerde terug en verving Eddie Serrato op drums, nadat Serrato ziek werd door multiple sclerose. Het concert in Dallas leidde niet tot een volledige heropleving van de band, maar het concert werd opgenomen en uitgebracht door het New Yorkse platenlabel ROIR als 96 Tears Forever: The Dallas ReUnion Tapes.
In 1992 werkte Question Mark samen met rapartiest Saltine aka The Mad Rapper aan een hiphop-remake van 96 Tears. De single werd uitgebracht bij Pandisc Records.
In 1997 werden Question Mark & the Mysterians opnieuw geformeerd. Ze werkten samen met de New Yorkse promotor Jon Weiss, die de band als headliners introduceerde op CaveStomp garagerockfestivals. Op de festivals waren veel vernieuwde garage- en psychedelische acts uit de jaren 1960 te horen. In 1998 bereikte de coverversie van Can't Get Enough of You, Baby van Smash Mouth nummer 14 in de Amerikaanse hitlijst.

### Heruitgave van96 Tears
In de jaren 1990 wilden Question Mark & the Mysterians hun nu uitverkochte albums 96 Tears en Action opnieuw uitbrengen, maar konden dat niet omdat de songrechten nu toebehoorden aan platenbaas Allen Klein. In 1997 nam de band hun oorspronkelijke album uit 1966 opnieuw op en bracht het uit bij Collectables Records.
In 1998 voegde Frank Rodriguez zich weer bij de band op keyboards en Question Mark & the Mysterians brachten het nieuwe livealbum Do You Feel It, Baby? uit bij Norton Records. In 1999 bracht de band het studioalbum More Action uit, geproduceerd en opgenomen in New York, met het albumontwerp van Michael Calleia bij Industrial Strength Design. Dit ontwerp veroorzaakte controverse omdat het niet werd goedgekeurd door Question Mark voorafgaand aan de publicatie. Gelijktijdig met het uitbrengen van het album, ontbond Question Mark zijn zakelijke relatie met Weiss, naar verluidt vanwege ontevredenheid over de plaat en andere zakelijke problemen.
Samenwerkingen
In 2000 begon Question Mark een samenwerking met de New Yorkse gitarist en rockpromotor Gary Fury. Deze samenwerking leidde tot een reeks liveconcerten met Question Mark en een begeleidingsband onder leiding van Fury, met muzikanten van andere garagebands in de omgeving van New York. De eerste bezetting van de begeleidingsband omvatte Jim 'Royale' Baglino van The Casino Royales en later Monster Magnet op bas, Sam Steinig van de band Mondo Topless uit Philadelphia op keyboards en de oorspronkelijke Mysterians-drummer Robert Martinez. De nieuwe band noemde zichzelf Question Mark & the Mysterymen en speelde in de Limelight in New York en de Black Cat in Washington D.C.
In 2002 keerde Question Mark terug naar New York om de headliner te zijn van een tweedaags garagerockfestival in de CBGB-club. De bezetting bestond uit Question Mark, Fury, Robert Martinez, Keith Hartel op bas en de voormalige Pat Benatar/David Johansen Band- en huidige E Street Band-toetsenist Charlie Giordano. Deze nieuwe band werd aangekondigd als Question Mark & the New Mysterians. De nieuwe band maakte een multi-track opname in de studio van CBGB, die nog steeds niet is uitgebracht.
Op 10 januari 2007 verwoestte een brand het huis van Question Mark in Clio, waarbij al zijn memorabilia werden vernietigd en de Yorkshire Terrier-honden werden gedood die hij als bedrijf fokte. Om Question Mark te helpen, organiseerden zijn vrienden verschillende benefietshows voor hem, waarbij Question Mark en de Mysterians op enkele van deze evenementen speelden. In mei 2007 speelden hij en Gary Fury een benefietshow in de Highline Ballroom in New York. De achtergrondband, bekend als The Playthings, bestond uit Fury op gitaar, Jim Baglino op bas, Jimi Black van Cheetah Chrome en Sylvain Sylvain op drums en Brian Leonard op keyboards.
Gitarist Dennis Dean Lack kwam in 1985 bij de band en was de belangrijkste gitarist en muziekdirecteur van Question Mark en werkte samen aan nieuwe nummers met Question Mark tot in 2017. Lack is al meer dan 13 jaar actief in de band en woont nu in Noord-Michigan.

### Invloeden
Veel garagebands uit de jaren 1960 speelden 96 Tears in hun liveoptredens. Coverversies van 96 Tears zijn opgenomen door een aantal bands en muzikanten, waaronder Aretha Franklin, Thelma Houston, Todd Rundgren, Iggy Pop, The Texas Tornadoes, Eddie & the Hot Rods, Inspiral Carpets, The Stranglers en Garland Jeffreys.

## Eerbetuigingen
In 2006 werden de oorspronkelijke leden van ? en de Mysterians opgenomen in de Michigan Rock and Roll Legends Hall of Fame.

## Ziekte en overlijden
Voormalig Mysterians-drummer Eddie Serrato (geboren als Eduardo Serrato, 5 december 1945) overleed op 24 februari 2011 op 65-jarige leeftijd aan een hartaanval. Leadgitarist Robert Balderrama werd in oktober 2017 gediagnosticeerd met prostaatkanker.

## Discografie

### Singles
- 1966: 96 Tears
- 1966: I Need Somebody